# Apokoronas
Apokoronas (Grieks: Αποκόρωνας) is sedert 2011 een fusiegemeente (dimos) in de Griekse bestuurlijke regio (periferia) Kreta. Hiervoor was het een van de vijf provincies van de bestuurlijke regio Chania. Apokoronas ligt ten oosten van Chania aan de noordkust.

## Deelgemeenten
De zes deelgemeenten (dimotiki enotita) van de fusiegemeente zijn:
- Armeni (Αρμένοι)
- Asi Gonia (Ασή Γωνιά)
- Fres (Φρες)
- Georgioupoli (Γεωργιούπολη)
- Kryonerida (Κρυονερίδα)
- Vamos (Βάμος)

Armeni · Asi Gonia · Fres · Georgioupoli · Kryonerida · Vamos